# Emakumeen Aiztondo Sari Nagusia
L' Emakumeen Aiztondo Sari Nagusia, coneguda també com a Zizurkil-Villabona Sari Nagusia és una cursa ciclista femenina d'un dia que es disputa entre Zizurkil i Villabona a Euskadi. Creada al 2005, és puntuable per la Copa d'Espanya de ciclisme.

## Palmarès
| Any  | Vencedora                           | Segona           | Tercera             |
| ---- | ----------------------------------- | ---------------- | ------------------- |
| 2005 | Arantzazu Azpiroz                   | Mireia Epelde    | Leire Olaberria     |
| 2006 | Naiara Telletxea                    | Fátima Blázquez  | Cristina Alcalde    |
| 2007 | Ana Belén García                    | Silvia Tirado    | Susana Pascual      |
| 2008 | Arantzazu Azpiroz                   | Mireia Epelde    | Maria Gallastegi    |
| 2009 | Cristina Alcalde · Naiara Telletxea | Ane Santesteban  | Irene San Sebastián |
| 2010 | Leire Olaberria                     | Cristina Alcalde | Ane Santesteban     |
| 2011 | Eneritz Iturriaga                   | Cristina Alcalde | Ludivine Doze       |
| 2012 | Anna Sanchis                        | Leire Olaberria  | Ane Santesteban     |
| 2013 | Belén López                         | Ane Santesteban  | Joanne Hogan        |
| 2014 | Leire Olaberria                     | Lucía González   | Alicia González     |
| 2015 | Cristina Martínez                   | Gloria Rodríguez | Ainara Elbusto      |
| 2016 | Mavi García                         | Paola Muñoz      | Alicia González     |
| 2017 | Lorena Llamas                       | Eider Merino     | Femke Verstichelen  |